# Léon Glovacki
Léon Glovacki (ur. 19 lutego 1928 w Libercourt we Francji, zm. 9 września 2009 w Genewie w Szwajcarii) – francuski piłkarz polskiego pochodzenia, zawodnik reprezentacji Francji w latach 1953–1955, występując w 11 meczach i strzelając 3 gole.

## Kariera trenerska
Po zakończeniu kariery Léon Glovacki został trenerem CL Dijon, w którym był 4 lata, potem został przeniósł się do AC Avignon, gdzie spędził kolejne dwa lata, a następnie został trenerem Annecy FC. Funkcję tę pełnił przez rok.